# 건지산 이지움
건지산 이지움(영어: Geonjisan Easyum)은 대한민국 전북특별자치도 전주시 덕진구 인후동에 위치한 총 6개동의 아파트이다.